# Milionia distorta
Milionia distorta là một loài bướm đêm trong họ Geometridae.